# Baby Let's Play House
Baby, Let's Play House, è una canzone scritta da Arthur Gunter, registrata nel 1954 dallo stesso per la Excello Records,.

## La versione di Elvis Presley
Elvis Presley ne fece una cover l'anno seguente per la Sun Records.
John Lennon utilizzò le strofe di questa canzone «I'd rather see you dead, little girl, than to be with another man» per trasporle come strofe introduttive della canzone dei Beatles Run for Your Life.

## Altre interpretazioni
Buddy Holly fece una cover di questa canzone che assomiglia molto alla versione di Elvis.
The Newbeats incisero una versione del brano nel 1965 nel loro album Big Beat Sounds by The Newbeats